# Le Louroux
Pour les articles homonymes, voir Louroux (homonymie).
Le Louroux est une commune française du département d'Indre-et-Loire, en région Centre-Val de Loire.

## Géographie
Le village du Louroux est situé en Indre-et-Loire, au nord de Manthelan (2,5 km) et à 28 km au sud de Tours, sur la départementale D50 qui relie Tours à Ligueil.
| Louans                       |         |                      |
| Sainte-Catherine-de-Fierbois | Louroux | Tauxigny-Saint-Bauld |
| Sainte-Maure-de-Touraine     | Bossée  | Manthelan            |

### Hydrographie

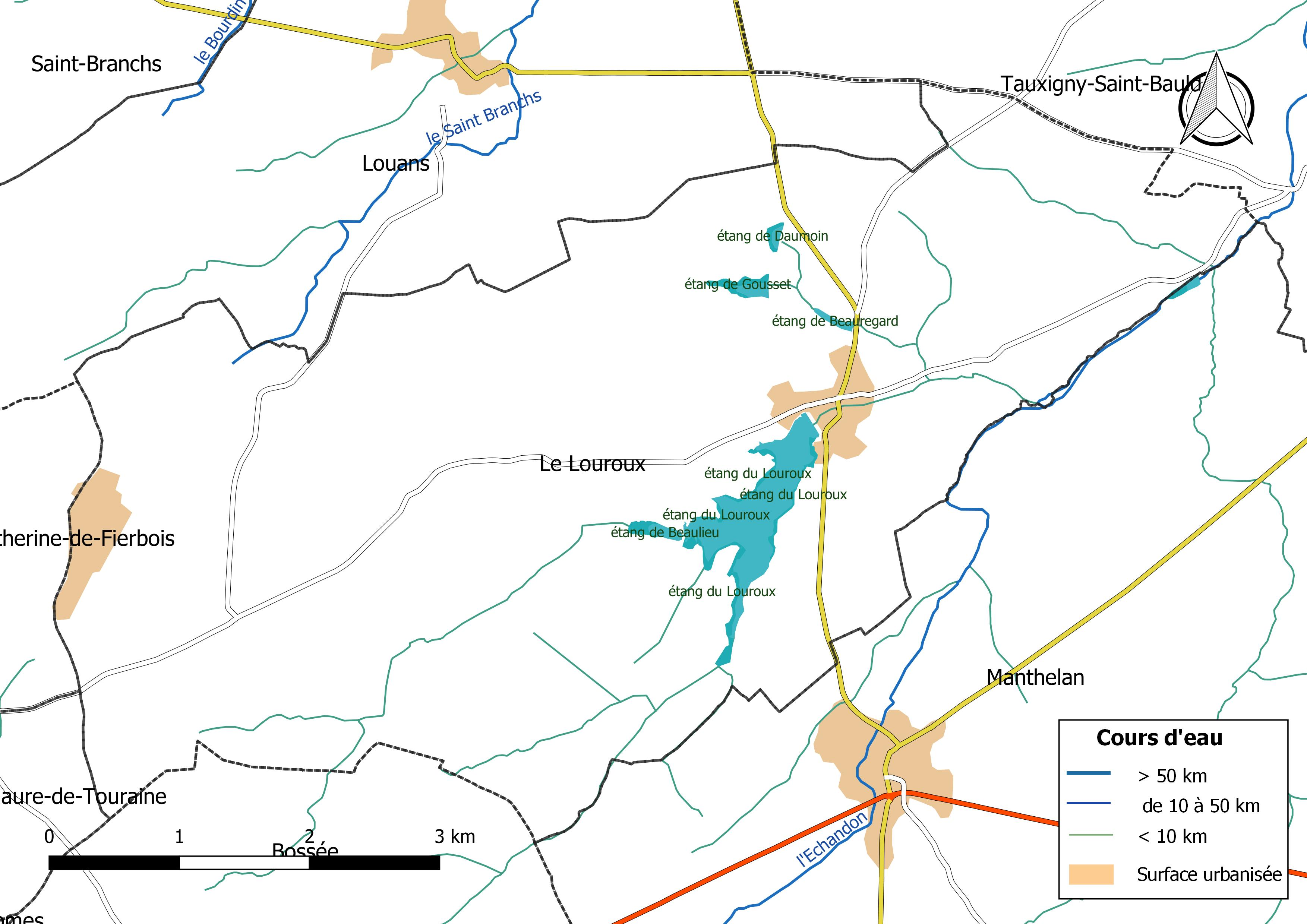
Réseau hydrographique de Le Louroux.

Le réseau hydrographique communal, d'une longueur totale de 22,47 km, comprend deux cours d'eau notables, l'Échandon et le Saint-Branchs, et divers petits cours d'eau,.
L'Échandon a une longueur totale de 25,7 km. Il prend sa source dans la commune de Manthelan, s'écoule du sud-ouest vers le nord-ouest et constitue la limite communale nord-est. Il se jette  dans l'Indre à Esvres, après avoir traversé 6 communes. La station hydrométrique de Saint-Branchs  permet de caractériser les paramètres hydrométriques de l'Échandon. Le débit mensuel moyen (calculé sur 51 ans pour cette station) varie de 0,15 m3/s au mois d'août à 1,41 m3/s au mois de février. Le débit instantané maximal observé sur cette station est de 55 m3/s le 7 juillet 1977, la hauteur maximale relevée a été de 3,01 m ce même jour,.
Ce cours d'eau est classé dans la liste 1 au titre de l'article L. 214-17 du code de l'environnement sur le Bassin Loire-Bretagne. Du fait de ce classement, aucune autorisation ou concession ne peut être accordée pour la construction de nouveaux ouvrages s'ils constituent un obstacle à la continuité écologique et le renouvellement de la concession ou de l'autorisation des ouvrages existants est subordonné à des prescriptions permettant de maintenir le très bon état écologique des eaux. 
Sur le plan piscicole, l'Échandon est classé en deuxième catégorie piscicole. Le groupe biologique dominant est constitué essentiellement de poissons blancs (cyprinidés) et de carnassiers (brochet, sandre et perche).
Le Saint-Branchs, qui porte localement le nom de « Ruandon », a une longueur totale de 18,3 km. Il prend sa source dans la commune aux abords du hameau de la Basse-Cour au nord-ouest du territoire communal, s'écoule du sud vers le nord et se jette  dans l'Indre à Veigné, après avoir traversé 5 communes. 
Sur le plan piscicole, le Saint-Branchs est également classé en deuxième catégorie piscicole.
En 2017, la commune est membre de la communauté de communes Loches Sud Touraine qui est elle-même adhérente au syndicat d'aménagement de la vallée de l'Indre depuis 2019. Créé par arrêté préfectoral du 12 septembre 1985 à la suite des crues historiques de décembre 1982 et janvier 1983, ce syndicat a pour vocation d'une part l'atteinte du bon état écologique des cours d'eau par des actions de restauration de zones humides et des cours d'eau, et d'autre part de participer à la lutte contre les inondations par des opérations de sensibilisation de la population ou de restauration et d'entretien sur le lit mineur, et sur les fossés situés dans le lit majeur de l'Indre appelés localement « boires », et de l'ensemble des cours d'eau du bassin versant de l'Indre.
Quatre zones humides ont été répertoriées sur la commune par la direction départementale des territoires (DDT) et le Conseil départemental d'Indre-et-Loire, : l'étang du Louroux, les étangs de Beauregard, de Gousset et de Daumoin, la vallée de l'Echandon en amont de Saint-Bault et le Gué des Quatre Souris. L'étang du Louroux, d'une superficie de 52 hectares, est propriété du conseil départemental depuis 1990 et sa  gestion est assurée par la commune. Il accueille de nombreux oiseaux dont certaines très rares.

### Climat
Pour des articles plus généraux, voir Climat du Centre-Val de Loire et Climat d'Indre-et-Loire.
En 2010, le climat de la commune est de type climat océanique dégradé des plaines du Centre et du Nord, selon une étude du CNRS s'appuyant sur une série de données couvrant la période 1971-2000. En 2020, Météo-France publie une typologie des climats de la France métropolitaine dans laquelle la commune est exposée à un climat océanique altéré et est dans la région climatique Moyenne vallée de la Loire, caractérisée par une bonne insolation (1 850 h/an) et un été peu pluvieux.
Pour la période 1971-2000, la température annuelle moyenne est de 11,2 °C, avec une amplitude thermique annuelle de 14,9 °C. Le cumul annuel moyen de précipitations est de 707 mm, avec 11,2 jours de précipitations en janvier et 6,6 jours en juillet. Pour la période 1991-2020, la température moyenne annuelle observée sur la station météorologique de Météo-France la plus proche, « Reignac », sur la commune de Reignac-sur-Indre à 13 km à vol d'oiseau, est de 12,1 °C et le cumul annuel moyen de précipitations est de 668,5 mm,. Pour l'avenir, les paramètres climatiques de la commune estimés pour 2050 selon différents scénarios d'émission de gaz à effet de serre sont consultables sur un site dédié publié par Météo-France en novembre 2022.

## Urbanisme

### Typologie
Au 1er janvier 2024, Le Louroux est catégorisée commune rurale à habitat dispersé, selon la nouvelle grille communale de densité à sept niveaux définie par l'Insee en 2022.
Elle est située hors unité urbaine. Par ailleurs la commune fait partie de l'aire d'attraction de Tours, dont elle est une commune de la couronne,. Cette aire, qui regroupe 162 communes, est catégorisée dans les aires de 200 000 à moins de 700 000 habitants,.

### Occupation des sols
L'occupation des sols de la commune, telle qu'elle ressort de la base de données européenne d’occupation biophysique des sols Corine Land Cover (CLC), est marquée par l'importance des territoires agricoles (80,3 % en 2018), une proportion sensiblement équivalente à celle de 1990 (80,4 %). La répartition détaillée en 2018 est la suivante : 
terres arables (62,5 %), forêts (15,3 %), prairies (11 %), zones agricoles hétérogènes (6,7 %), eaux continentales (2,1 %), zones urbanisées (1,3 %), espaces verts artificialisés, non agricoles (1,1 %). L'évolution de l’occupation des sols de la commune et de ses infrastructures peut être observée sur les différentes représentations cartographiques du territoire : la carte de Cassini (XVIIIe siècle), la carte d'état-major (1820-1866) et les cartes ou photos aériennes de l'IGN pour la période actuelle (1950 à aujourd'hui).

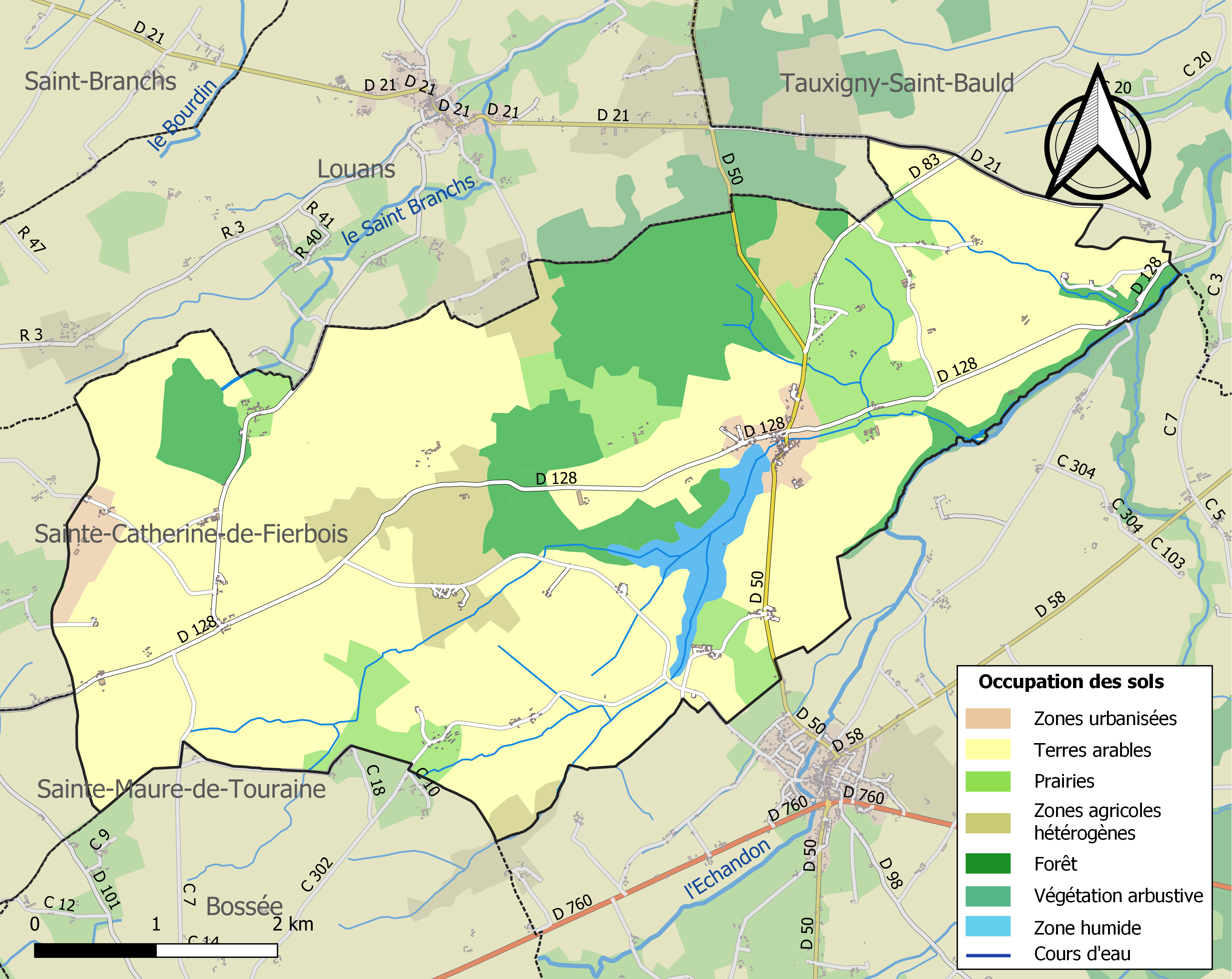
Carte des infrastructures et de l'occupation des sols de la commune en 2018 (CLC).

### Risques majeurs
Le territoire de la commune duLouroux est vulnérable à différents aléas naturels : météorologiques (tempête, orage, neige, grand froid, canicule ou sécheresse), feux de forêts et séisme (sismicité faible). Un site publié par le BRGM permet d'évaluer simplement et rapidement les risques d'un bien localisé soit par son adresse soit par le numéro de sa parcelle.
Pour anticiper une remontée des risques de feux de forêt et de végétation vers le nord de la France en lien avec le dérèglement climatique, les services de l’État en région Centre-Val de Loire (DREAL, DRAAF, DDT) avec les SDIS ont réalisé en 2021 un atlas régional du risque de feux de forêt, permettant d’améliorer la connaissance sur les massifs les plus exposés. La commune, étant pour partie dans le massif de Louans, est classée au niveau de risque 4, sur une échelle qui en comporte quatre (1 étant le niveau maximal).

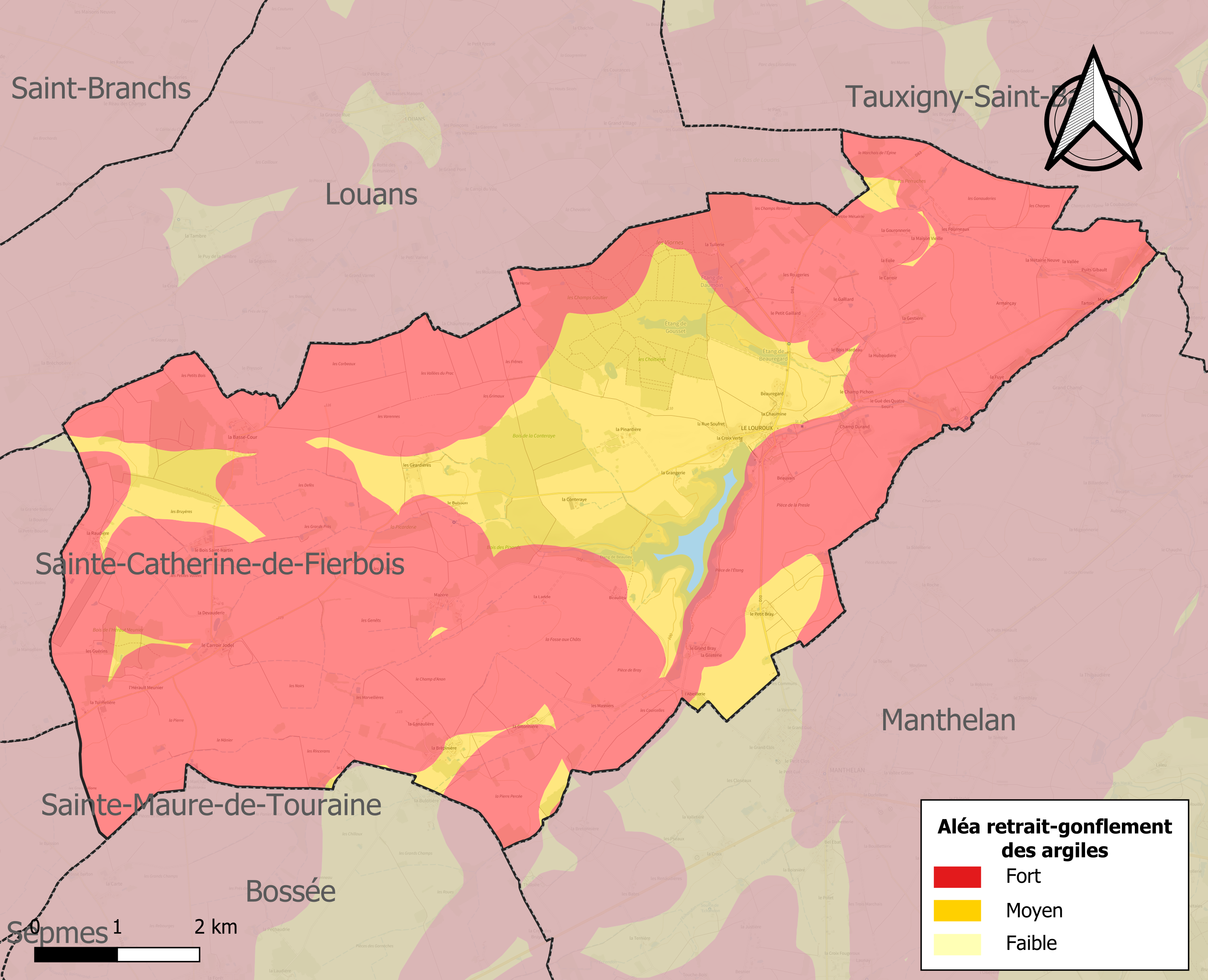
Carte des zones d'aléa retrait-gonflement des sols argileux duLouroux.

Le retrait-gonflement des sols argileux est susceptible d'engendrer des dommages importants aux bâtiments en cas d’alternance de périodes de sécheresse et de pluie. 99,6 % de la superficie communale est en aléa moyen ou fort (90,2 % au niveau départemental et 48,5 % au niveau national). Sur les 252 bâtiments dénombrés sur la commune en 2019, 252 sont en aléa moyen ou fort, soit 100 %, à comparer aux 91 % au niveau départemental et 54 % au niveau national. Une cartographie de l'exposition du territoire national au retrait gonflement des sols argileux est disponible sur le site du BRGM,.
Concernant les mouvements de terrains, la commune a été reconnue en état de catastrophe naturelle au titre des dommages causés par la sécheresse en 1990, 1993 et 1996 et par des mouvements de terrain en 1999.

## Toponymie
| Évolution chronologique des mentions du Louroux : - ecclesia de Oradorio, seu Orodario : 993, donation par l'archevêque de Tours d'Archembault de Sully, ; - Laureolum, Loratorio, Losorium : XIe siècle, charte de Marmoutier ; - Loratario : 1058, Chronique priotarum majoris monasterii ; - vicariæ de Lorotario : 1060 ; - Parochia de Loratorio : 1200, Liber Jurament et Cartulaire de l'archevêché de Tours ; - Lorooz, Lorouer : XIVe siècle, ; - Loreux : XIVe siècle ; - Le Loroux : 1536 ; - Le Louroux : carte de Cassini, seconde moitié du XVIIIe siècle ; - Le Louroux : 1792 ; - Le Louroux : plan cadastral napoléonien, 1832. |

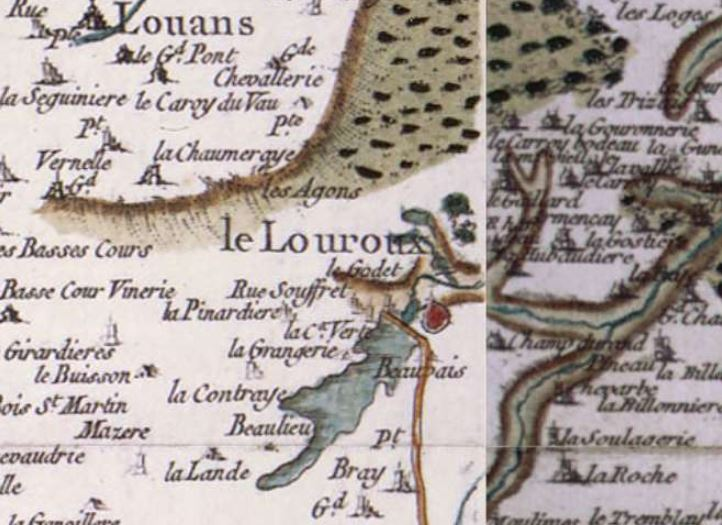
Le Louroux sur un extrait de la carte de Cassini (seconde moitié du XVIIIe siècle).

Le toponyme Louroux est issu du terme latin oratorium, mot qui signifie littéralement oratoire, fait référence à un « lieu de prière »,,. À l'instar du Louroux-Béconnais, en Maine-et-Loire, l'article est doublé,.
Le toponyme du Louroux a évolué sous plusieurs formes. En latin, le nom du Louroux a été mentionné sous les termes d'Orodarium et de Loratorium. Son toponyme est également connu sous la forme de Lorouer et Loreux au XIVe siècle, puis de « Le Loroux », en 1536,.
Pour l'archéologue Jean-Jacques Bourassé, en s'appuyant sur la Notitia Galliarum et la Vita Martini, ainsi que pour l'archiviste paléographe Louis Émile Mabille, le nom du Louroux est associé aux termes latins Leprosum et Leprosus. Toutefois, pour l'archéologue Jacques-Xavier Carré de Busserole, les termes Leprosum et Leprosus ne renvoient pas au Louroux, mais à Levroux, dans l'Indre.

## Histoire
À l'époque gallo-romaine, l'occupation du territoire communal est attestée par la présence d'une villa. Les traces de cet établissement antique ont été repérées par archéologie aérienne au lieu-dit de Mazère.
En 991 ou 993, Archambault, archevêque de Tours, fit don de trois églises à Bernerius, abbé de Marmoutier, dont celle de « Saint-Sulpice de Oradorio ». Cette dernière sera appelée, au XIIe siècle, « Ecclesia de Loratorio » puis, au XIVe siècle, « Lorouer » ou « Lorreux ». Vers 1536 on l'appellera « Loroux » et enfin « Le Louroux ».

## Politique et administration
| Période      | Période      | Identité             | Étiquette | Qualité              |
| ------------ | ------------ | -------------------- | --------- | -------------------- |
| mars 2001    | 13 mars 2008 | Jean-Michel Latinier | SE        |                      |
| 13 mars 2008 | 28 mars 2014 | Marie-Claude Boquet  | SE        | Retraitée            |
| 28 mars 2014 | En cours     | Eric Deniau          | SE        | Ingénieur commercial |

## Population et société

### Démographie
L'évolution du nombre d'habitants est connue à travers les recensements de la population effectués dans la commune depuis 1793. Pour les communes de moins de 10 000 habitants, une enquête de recensement portant sur toute la population est réalisée tous les cinq ans, les populations de référence des années intermédiaires étant quant à elles estimées par interpolation ou extrapolation. Pour la commune, le premier recensement exhaustif entrant dans le cadre du nouveau dispositif a été réalisé en 2007.

En 2022, la commune comptait 531 habitants, en évolution de +1,14 % par rapport à 2016 (Indre-et-Loire : +1,67 %, France hors Mayotte : +2,11 %).
| 1793 | 1800 | 1806 | 1821 | 1831 | 1836 | 1841 | 1846 | 1851 |
| ---- | ---- | ---- | ---- | ---- | ---- | ---- | ---- | ---- |
| 611  | 699  | 820  | 783  | 701  | 697  | 703  | 747  | 673  |

| 1856 | 1861 | 1866 | 1872 | 1876 | 1881 | 1886 | 1891 | 1896 |
| ---- | ---- | ---- | ---- | ---- | ---- | ---- | ---- | ---- |
| 650  | 654  | 651  | 623  | 630  | 634  | 585  | 564  | 588  |

| 1901 | 1906 | 1911 | 1921 | 1926 | 1931 | 1936 | 1946 | 1954 |
| ---- | ---- | ---- | ---- | ---- | ---- | ---- | ---- | ---- |
| 585  | 589  | 605  | 576  | 545  | 552  | 500  | 484  | 481  |

| 1962 | 1968 | 1975 | 1982 | 1990 | 1999 | 2006 | 2007 | 2012 |
| ---- | ---- | ---- | ---- | ---- | ---- | ---- | ---- | ---- |
| 458  | 443  | 365  | 353  | 373  | 425  | 464  | 471  | 487  |

| 2017 | 2022 | - | - | - | - | - | - | - |
| ---- | ---- | - | - | - | - | - | - | - |
| 531  | 531  | - | - | - | - | - | - | - |

### Enseignement
Le Louroux se situe dans l'Académie d'Orléans-Tours (Zone B) et dans la circonscription de Loches.
L'école élémentaire Louis Blanchard accueille les élèves de la commune.

## Culture locale et patrimoine

### Lieux et monuments
- Le prieuré avec son ancienne ferme abbatiale et son pigeonnier, monument historique.
- L'église Saint-Sulpice (monument historique) dont l'ostensoir fut offert à la paroisse par Napoléon III.
- Le calvaire au cimetière, monument historique.
- La maison de pays (qui raconte l'histoire du village et de la région).
- Le grand étang de Louroux, dont on peut faire le tour à pied (5 km).

Lieux et monuments
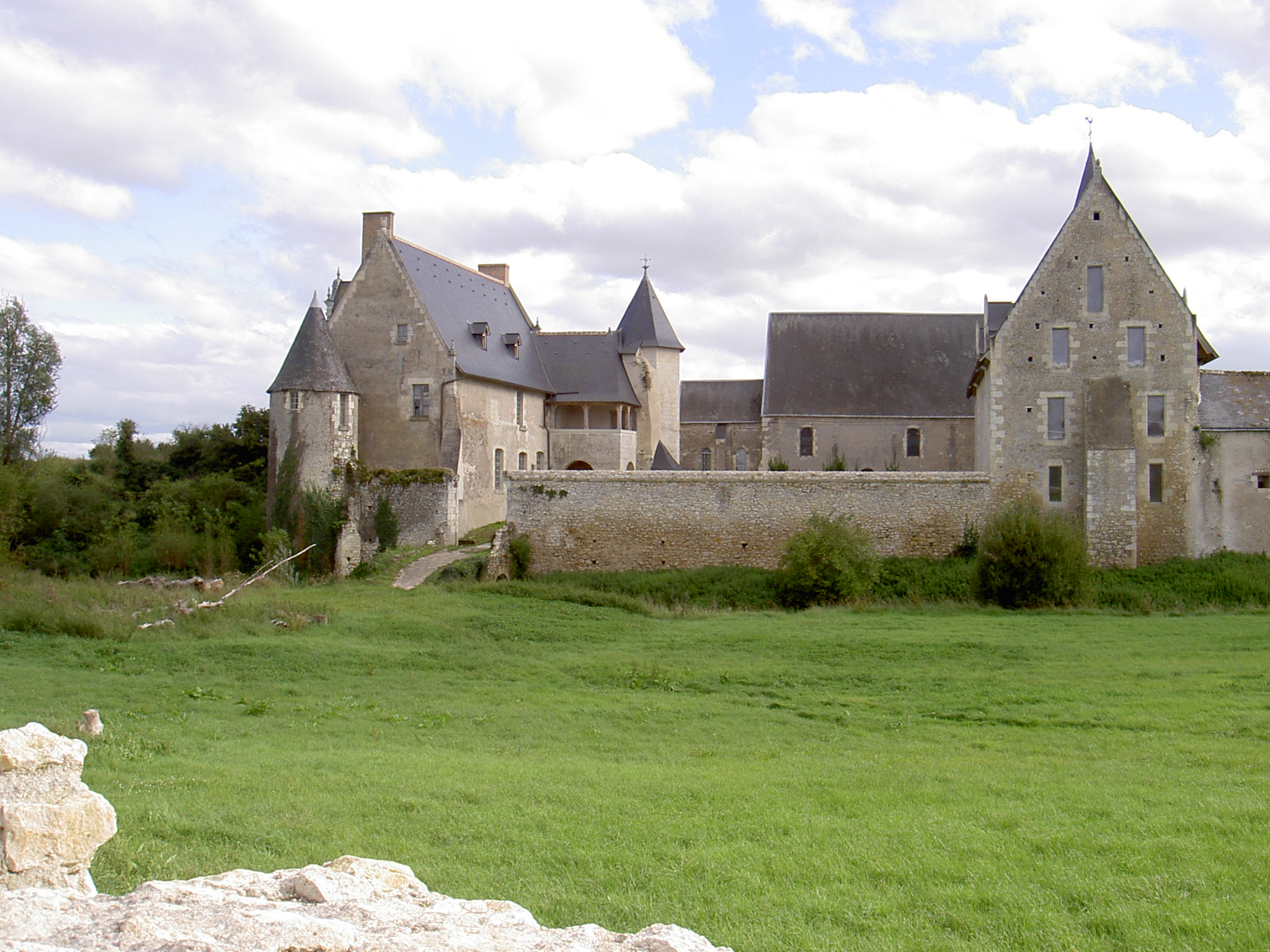
L'ancienne ferme abbatiale.
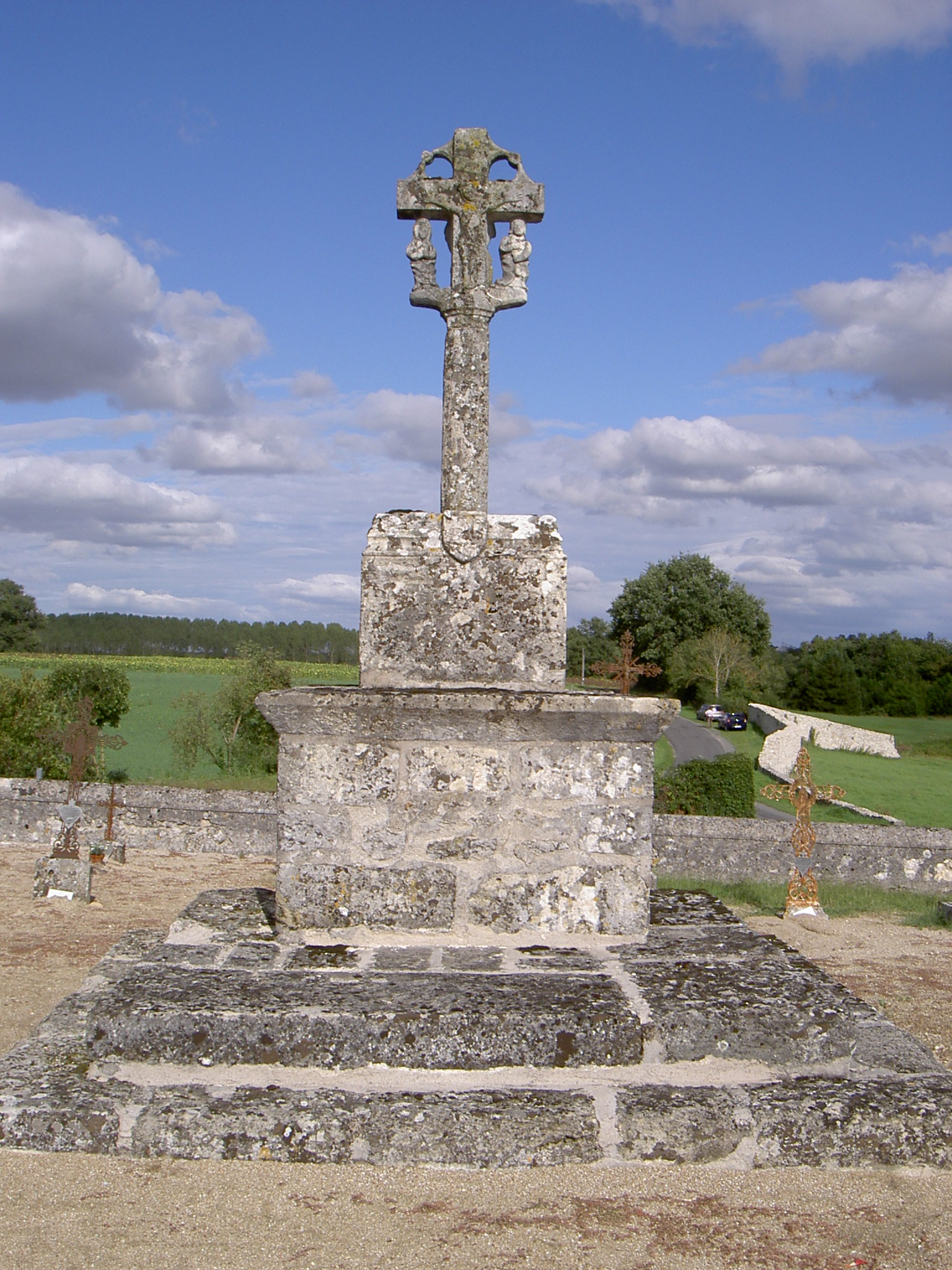
La croix du cimetière.
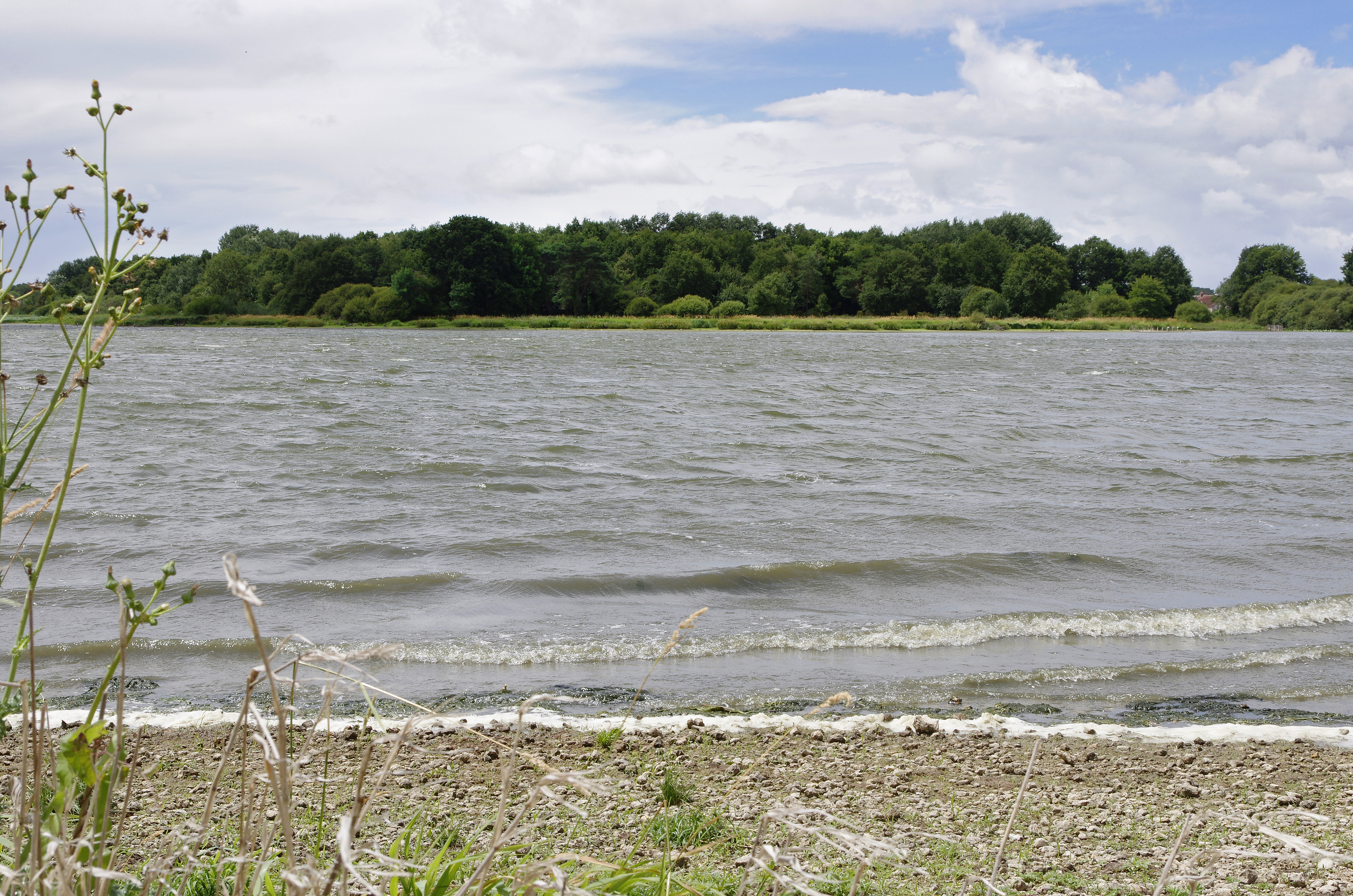
Étang du Louroux.
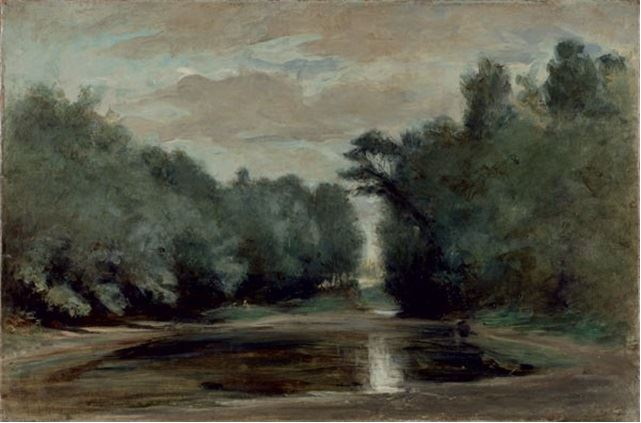
L'étang de Beauregard, par Eugène Delacroix.

### Personnalités liées à la commune
Eugène Delacroix a habité dans le village.